# 紅嘴綬帶蜂鳥
，又被稱為醫生鳥，是牙買加特有的一種蜂鳥。雖然大部份學者都認同它們是獨立的物種，但仍有一些認為它們與黑嘴長尾蜂鳥為同一物種。它們是牙買加的國鳥。

## 分佈
紅嘴綬帶蜂鳥分佈在牙買加西部，即莫蘭特灣（Morant Bay）經Rio Grande河中游至安東尼奧港。

## 特徵
雄鳥的舵羽長15-18厘米，比身體還要長。飛行時這對舵羽會發出哼聲.雌鳥沒有這些舵羽，而且下身主要是白色的。

## 行為
紅嘴綬帶蜂鳥會用其長舌來吃花蜜，也會用雙翼來捕捉細小昆蟲。